# Ismaïla Sarr
Ismaïla Sarr (født 25. februar 1998) er en senegalesisk professionel fodboldspiller, som spiller for Premier League-klubben Crystal Palace og Senegals landshold.

## Klubkarriere

### Metz
Sarr begyndte sin professionelle karriere med FC Metz, hvor han debuterede for førsteholdet den 13. august 2016 i en Ligue 1-kamp imod Lille OSC.

### Stade Rennais
Sarr skiftede i juli 2017 til Stade Rennais. Han afviste FC Barcelona til fordel for Rennes, fordi han mente det var for tidligt i hans karriere at have sådan en transfer.

### Watford
Sarr skiftede i august 2019 til Watford. Prisen for transferen gjorde ham til den dyreste spiller i klubbens historie.
Sarr scorede 24. april 2021 et straffespark imod Millwall, som sikrede Watford oprykning tilbage til Premier League.

### Marseille
Sarr skiftede i juli 2023 til Olympique de Marseille.

### Crystal Palace
Sarr skiftede i august 2024 til Crystal Palace.

## Landsholdskarriere

### Ungdomslandshold
Sarr har spillet 3 kampe for Senegals U/23-landshold, da han i 2015 var del af Senegals trup til U/23 Africa Cup of Nations.

### Seniorlandshold
Sarr debuterede for Senegals landshold den 15. januar 2017. Han har været del af Senegals trupper til flere internationale turneringer, herunder Africa Cup of Nations 2021, hvor at Senegal vandt turneringen.

## Titler
Stade Rennais
- Coupe de France: 1 (2018-19)

Senegal
- Africa Cup of Nations: 1 (2021)

Individuelle
- Watford Sæsonens spiller: 1 (2020-21)